# Dorycnopsis
Genre
Synonymes
- Vermifrux J. B. Gillett[2]

Dorycnopsis est un genre de plantes à fleurs dicotylédones de la famille des Fabaceae, sous-famille des Faboideae, originaire de l'ouest du bassin méditerranéen, d'Afrique orientale, et du sud de la péninsule arabique, qui comprend deux espèces acceptées.

## Liste d'espèces
Selon The Plant List (6 décembre 2018) :
- Dorycnopsis abyssinica (A.Rich.) V.N.Tikhom. & D.D.Sok
- Dorycnopsis gerardii (L.) Boiss.